# 腓特烈六世 (索倫伯爵)
腓特烈六世（德語：Friedrich VI. von Zollern，？－1298年5月4日），索倫伯爵，腓特烈五世之子，1289年至1298年在位。

## 家庭
1281年，腓特烈六世與巴登藩侯魯道夫一世的女兒庫妮根德結婚，兩人共有2子2女：
1. 腓特烈七世（—1309年）
2. 腓特烈八世（—1333年）
3. 庫妮根德（—約1382年）
4. 索菲亞（—約1300年）